# 白保サンゴ礁

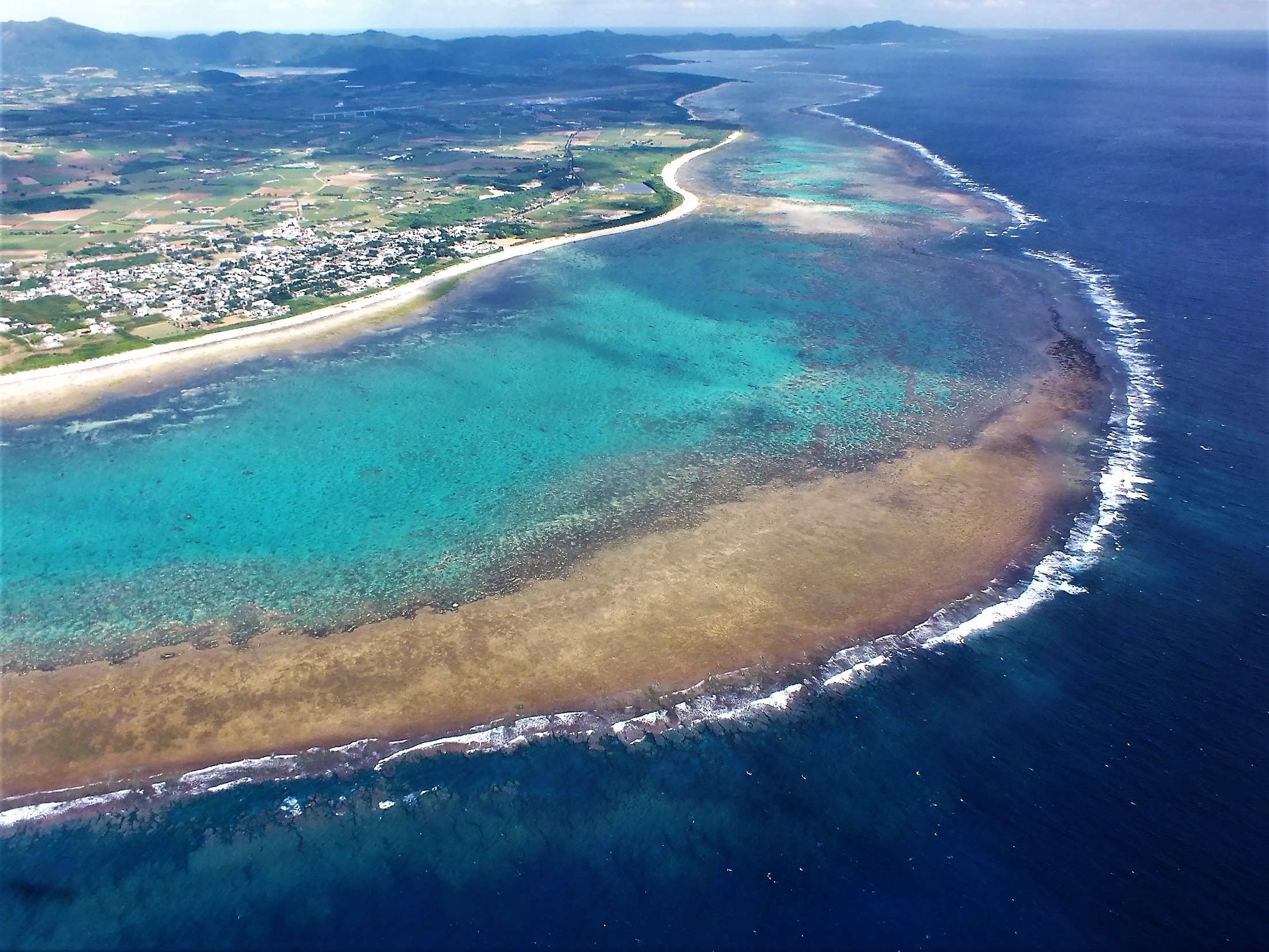
白保海岸と石垣空港

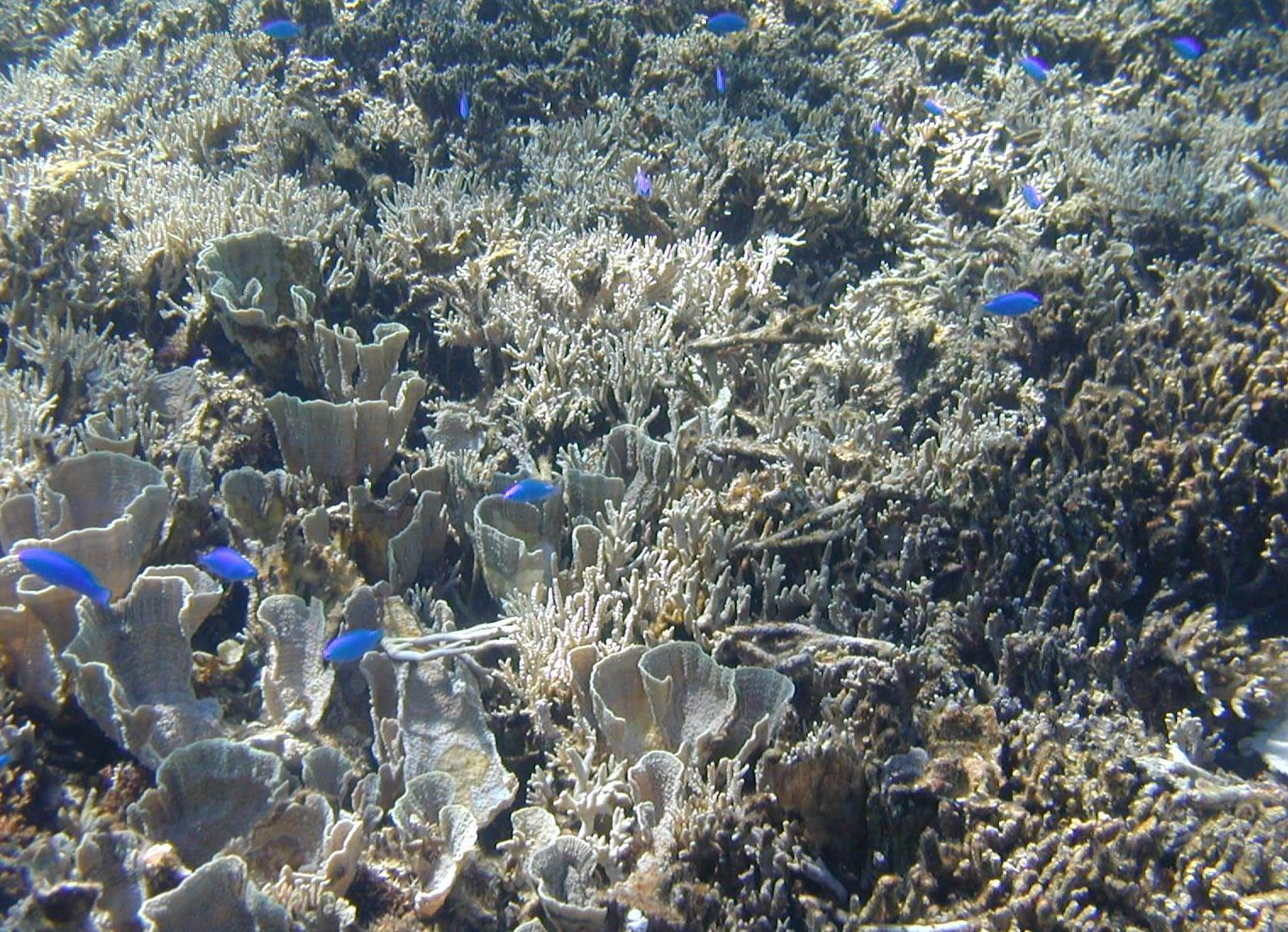
白保サンゴ礁

白保サンゴ礁（しらほサンゴしょう）は、沖縄県石垣市の白保地区を中心とする石垣島東岸に位置するサンゴ礁である。

## 概要
石垣島の東岸には、宮良湾・宮良川から通路川（とうろがわ）河口に至るまで、南北約12 km、最大幅約1 kmにわたって裾礁が広がっている。この全体、または、このうち白保集落付近のブーグチと呼ばれるサンゴ礁の切れ目からカラ岳東側のアーサヌサキまでの約7 kmを白保サンゴ礁と呼ぶ。なお、このうち白保地区の集落北部から轟川の南側までの南北約2.6 kmが、西表石垣国立公園の海域公園地区に指定されている。
白保サンゴ礁では、アオサンゴ、ユビエダハマサンゴ、コモンサンゴ類等の多様なサンゴが見られ、その種類は120種以上に及ぶ。中でもハマサンゴ類やアオサンゴの巨大な群体が形成するマイクロアトールが多数分布して特徴的な海中景観を形成しており、特にアオサンゴの大群落は1987年に国際自然保護連合（IUCN）の調査により北半球最大規模とされている。
地元では「宝の海」、「命つぎの海」と呼ばれ、生活の糧として古くより大事にされ、海の恵みを享受してきた。

## 歴史

### 新空港建設と白保サンゴ礁
1979年（昭和54年）、新石垣空港の計画が発表された。この計画は、当初、白保地区の沖合に海上空港を建設するものであった（白保海上案）。しかし、1987年（昭和62年）のIUCNの調査等をきっかけに白保サンゴ礁の重要性が認識されるようになると、反対運動が活発になった。1988年（昭和63年）には、IUCNがコスタリカで開催された第17回総会で、日本政府に白保への空港建設計画の見直しを求める決議を採択し、日本自然保護協会は「新石垣空港建設計画の再考に関する要望書」を提出した。
沖縄県は1989年（平成元年）4月に、白保地区北方のカラ岳東側を一部埋め立てて空港を建設するカラ岳東案に計画を変更。さらに1992年（平成4年）11月に宮良牧中案に変更された後、2000年（平成12年）4月にカラ岳付近の陸上に空港を建設するカラ岳陸上案で最終的に決着。新空港は2006年（平成18年）10月に着工、2013年（平成25年）3月に開港した。この案は埋め立てを伴わないものであるが、カラ岳を切削する際の赤土流出等による白保サンゴ礁への影響が懸念されたため、沖縄県は赤土流出を防ぐために遊水池建設などの措置を講じた。

### 民間による保護活動

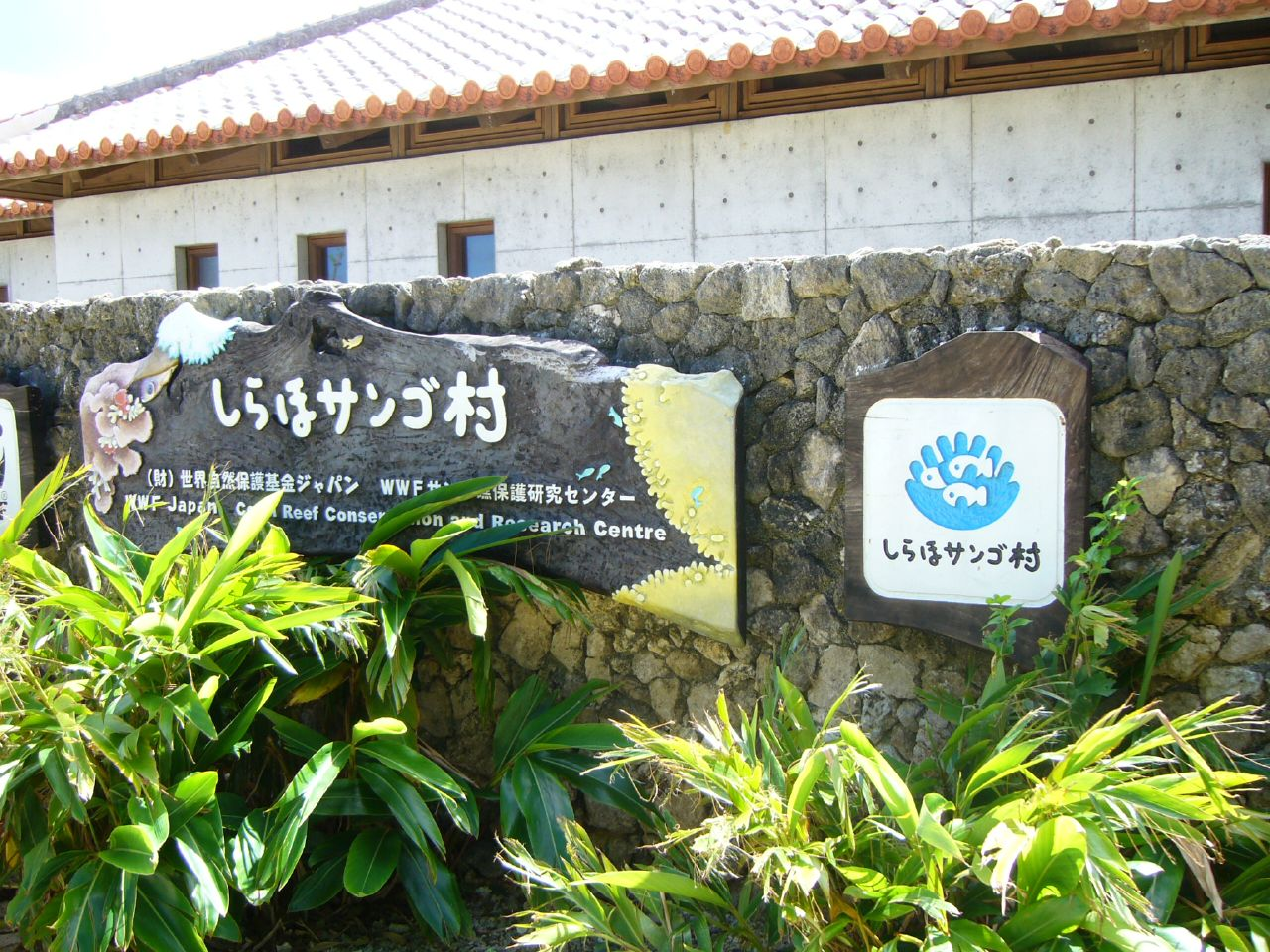
サンゴ礁保護研究センター「しらほサンゴ村」

#### サンゴ礁保護研究センター「しらほサンゴ村」
2000年（平成18年）4月、白保のサンゴ礁の保全を目的に世界自然保護基金ジャパン（WWFジャパン）によって、サンゴ礁保護研究センター「しらほサンゴ村」が設立された。調査研究、環境保全、普及啓発に関する活動のほか、持続可能な地域づくりを進める活動を行っており、これらの活動を南西諸島全域に拡大することを目指している。
これまでに、赤土堆積調査、ウミガメ上陸・産卵調査、サンゴ定点調査、水温調査、生物多様性調査、サンゴ群落地図調査といった調査を自ら行ってきたが、白保魚湧く海保全協議会等の地域による取り組みが進み、調査活動も地域を主体とした体制に移行しつつあるため、2012年以降はその支援に軸足を移している。

#### 白保魚湧く海保全協議会
2005年（平成17年）設立。白保公民館と協力して、サンゴ礁の利用ルールの策定や畑の赤土流出対策等といった様々な環境保全活動を行っている。2006年（平成18年）には「白保ゆらてぃく憲章」を策定。2012年（平成24年）4月からは、日本財団の助成を受け、地元漁協等の3団体と連携して、3年計画で石垣市の小学校全21校でサンゴに関する学習を行う仕組みを構築する「わくわくサンゴ石垣島プロジェクト」を実施した。

### 西表石垣国立公園への編入
2007年（平成19年）8月1日に、石垣島の一部が西表国立公園に編入されて、西表石垣国立公園となった。この拡張の際に、白保地区沿岸の311.6 haの海域が白保海域公園地区（指定当時の名称は白保海中公園地区）に指定されるとともに、隣接する白保海岸（24 ha）が第2種特別区域に指定された。